# Living Proof (canção)
"Living Proof" é uma canção da cantora cubana-mexicana Camila Cabello, foi lançada pela Epic e Syco em 15 de novembro de 2019 como terceiro single do álbum Romance.

## Antecedentes e composição
A música foi mencionada pela primeira vez em fevereiro de 2019 através das redes sociais de Cabello, "mostrei à minha família as músicas que tenho até agora para o álbum, a favorita por unanimidade é uma música chamada "Living Proof". Em 13 de novembro de 2019, Cabello apresentou a capa e a data de lançamento do álbum e, ao mesmo tempo, anunciou que a música seria lançada no final de semana para download junto com a pré-venda do álbum.
Em seu anúncio, Camila comentou: "É uma das primeiras músicas que escrevi e uma das minhas favoritas para o álbum". A música romântica e sensual inclui letras idealizadas que descrevem um romance perfeito.

## Vídeo musical
O vídeo musical de "Living Proof", dirigido por Alan Ferguson, foi lançado em 24 de novembro de 2019.

## Apresentações ao vivo
Camila cantou a música pela primeira vez no American Music Awards de 2019. Em 5 de dezembro de 2019, Cabello cantou a música no The Tonight Show Starring Jimmy Fallon. Em 6 de dezembro, ela apresentou a música no The Ellen DeGeneres Show.

## Desempenho nas tabelas musicais
| Tabela musical (2019)     | Melhor posição |
| ------------------------- | -------------- |
| Canadá (Canadian Hot 100) | 84             |
| Grécia (IFPI Grécia)      | 82             |
| Irlanda (IRMA)            | 82             |
| Lituânia (AGATA)          | 51             |
| Nova Zelândia (RMNZ)      | 10             |

## Históricos de lançamentos
| Região    | Data                   | Formato                           | Gravadora                 | Ref.   |
| --------- | ---------------------- | --------------------------------- | ------------------------- | ------ |
| Mundo     | 15 de novembro de 2019 | Download digital streaming        | Epic Syco                 | [ 27 ] |
| Austrália | 15 de novembro de 2019 | Rádios de sucessos contemporâneos | Epic Sony Music Australia | [ 28 ] |